# Елисеев, Александр Игоревич
Александр Игоревич Елисеев (31 марта 1947 — 26 октября 1998, Институт нейрохирургии имени академика Н. Н. Бурденко) — российский политический деятель, депутат Государственной думы второго созыва.

## Биография
Окончил Ростовский институт сельскохозяйственного машиностроения и Ростовскую межобластную высшую партийную школу.

### Депутат госдумы
Был депутатом ГД РФ менее года, скончался в конце октября 1998 года от инсульта.  18 ноября 1998 года мандат перешёл Юрию Малышаку.